# Historische Landeskommission für Steiermark
Die Historische Landeskommission für Steiermark (HLK) ist eine wissenschaftliche Gesellschaft in Graz, die die Aufgabe hat, die Geschichte des österreichischen Bundeslandes Steiermark zu erforschen und einschlägige Ergebnisse zu veröffentlichen.

## Organisation
Der Vorsitzende der HLK ist der Landeshauptmann der Steiermark. Die Geschäftsführung hat ein ehrenamtlicher Geschäftsführender Sekretär inne. Das Wissenschaftliche Kollegium besteht aus höchstens 30 Mitgliedern, die auf Lebenszeit berufen werden (Mitglieder, die das 70. Lebensjahr überschritten haben, werden nicht in die Mitgliederzahl eingerechnet). Darüber hinaus werden von der HLK auch Korrespondentinnen und Korrespondenten ernannt, die in den einzelnen Regionen der Steiermark wirken.

## Geschichte
Die HLK wurde auf Initiative von Hans Zwiedineck-Südenhorst, der auch  Initiator der Kommission für Neuere Geschichte Österreichs war, im Frühjahr 1892 über Beschluss des Steiermärkischen Landtages gegründet und war damit die erste vergleichbare Institution in Österreich und nach der Historischen Kommission für Sachsen (1876), der Badischen Kommission für Landesgeschichte (1883) sowie der Württembergischen Kommission für Landesgeschichte (1891) die viertälteste im deutschsprachigen Raum.
Ab 1936 waren eine Erweiterung, unter anderem mit 14 Fachgruppen, und fundamentale Umgestaltung der HLK in eine „Landesgeschichtliche Forschungsstelle Steiermark“ geplant, die jedoch durch den Anschluss 1938 nicht umgesetzt wurde. Nach dem Krieg erfolgte unter Landesrat Udo Illig eine Neugründung und 1958 wurden die Statuten neugefasst.
Seit 1960 gibt die Gesellschaft in unregelmäßigen Abständen die monografische Reihe Forschungen zur geschichtlichen Landeskunde der Steiermark heraus.
1994 wurden Aufgaben und Organisation der HLK in einem Landesgesetz festgelegt.

## Geschäftsführende Sekretäre
- 1892–1906: Hans von Zwiedineck-Südenhorst (1845–1906)
- 1906–1935: Anton Mell (1865–1940)
- 1935–1938: Burkhard Seuffert (1894–1972)
- 1938–1945: Wolfgang Sittig (1902–1990), Kommissarischer Leiter
- 1946–1957: Otto Lamprecht (1898–1974)
- 1957–2006: Othmar Pickl (1927–2008)
- 2007–2018: Alfred Ableitinger (* 1938)
- seit 2019: Wernfried Hofmeister (* 1956)

## Mitglieder
Der HLK gehören 49 Mitglieder an (Stand: März 2025):

Alfred Ableitinger, Christian Bachhiesl, Siegfried Beer, Dieter Binder, Walter Brunner, Günter Cerwinka, Joseph Desput, Johannes Gießauf, Rudolf Grasmug, Christoph Gutjahr, Heimo Halbrainer, Elke Hammer-Luza, Reinhard Härtel, Robert F. Hausmann, Bernhard Hebert, Theresia Heimerl, Harald Heppner, Rudolf Höfer, Walter Höflechner, Wernfried Hofmeister, Walter Iber, Günther Jontes, Stefan Karner, Alois Kernbauer, Helmut Konrad, Gerald Lamprecht, Manfred Lehner, Karin Leitner-Ruhe, Ursula Mindler-Steiner, Martin Moll, Christian Neuhuber, Gernot Peter Obersteiner, Martin Polaschek, Burkhard Pöttler, Franz Karl Praßl, Bernhard Reismann, Josef Riegler, Ursula Schachinger, Karin Schmidlechner-Lienhart, Elisabeth Schöggl-Ernst, Michaela Sohn-Kronthaler, Karl Spreitzhofer, Margit Stadlober, Winfried Stelzer, Barbara Stelzl-Marx, Leopold Toifl, Grete Walter-Klingenstein, Peter Wiesflecker, Anita Ziegerhofer.

### Verstorbene Mitglieder (Auswahl)
Alfred Anthony von Siegenfeld, Heinrich Appelt, Hermann Baltl, Ferdinand Bilger, Erna Diez, Max Doblinger, Alfons Dopsch, Herwig Ebner, Karl Eder, Wilhelm Erben, Otto Fraydt von Fraydenegg und Monzello, Karl Garzarolli-Thurnlackh, Viktor Geramb, Nikolaus Grass, Karl Hafner, Hugo Hantsch, Horst Haselsteiner, Ferdinand Hauptmann, Franz Ilwof, Alois Karlon, Kurt Kaser, Rochus Kohlbach, Diether Kramer, Peter Krenn, Leopold Kretzenbacher, Franz Krones, Maximilian Liebmann, Johann Loserth, Arnold Luschin, Franz Martin, Helmut Mezler-Andelberg, Walter Modrijan, Alexander Novotny, Hans Pirchegger, Fritz Popelka, Andreas Posch, Fritz Posch, Reiner Puschnig, Johann Rainer, Oswald Redlich, Eduard Richter, Max Rintelen, Benno Roth, Paul Werner Roth, Moritz von Schreiner, Leopold Schuster, Horst Schweigert, Heinrich Srbik, Wolfgang Suppan, Ferdinand Tremel, Werner Tscherne, Karl Uhlirz, Helfried Valentinitsch, Kurt Woisetschläger, Othmar Wonisch, Joseph von Zahn.

## Ehrenmitglieder
- Alfred Ableitinger (* 1938), Historiker und Professor an der Universität Graz
- Franz Voves (* 1953), Politiker der SPÖ, Landeshauptmann der Steiermark 2005–2015

### Verstorbene Ehrenmitglieder
- Karl Amon (1924–2017), Kirchenhistoriker, Professor an der Universität Graz
- Friedrich Hausmann (1917–2009), Historiker und Professor an der Universität Graz
- Norbert Horvatek (1888–1982), Politiker der SPÖ
- Udo Illig (1897–1989), Politiker der ÖVP
- Hanns Koren (1906–1985), Volkskundler, Politiker der ÖVP sowie Professor an der Universität Graz
- Otto Lamprecht (1898–1974), Historiker und Gymnasialprofessor
- Gerhard Pferschy (1930–2025), Historiker, Archivar, Direktor des Steiermärkischen Landesarchivs i. R.
- Othmar Pickl (1927–2008), Historiker und Professor an der Universität Graz
- Hermann Wiesflecker (1913–2009), Historiker und Professor an der Universität Graz

## Veröffentlichungen
- Forschungen zur geschichtlichen Landeskunde der Steiermark. ZDB-ID 501108-5 (erscheint unregelmäßig seit 1960).